# Ferocactus haematacanthus
Ferocactus haematacanthus är en kaktusväxtart som först beskrevs av Muehlenpf., och fick sitt nu gällande namn av Nathaniel Lord Britton och Joseph Nelson Rose. Ferocactus haematacanthus ingår i släktet Ferocactus och familjen kaktusväxter. Inga underarter finns listade i Catalogue of Life.

## Bildgalleri

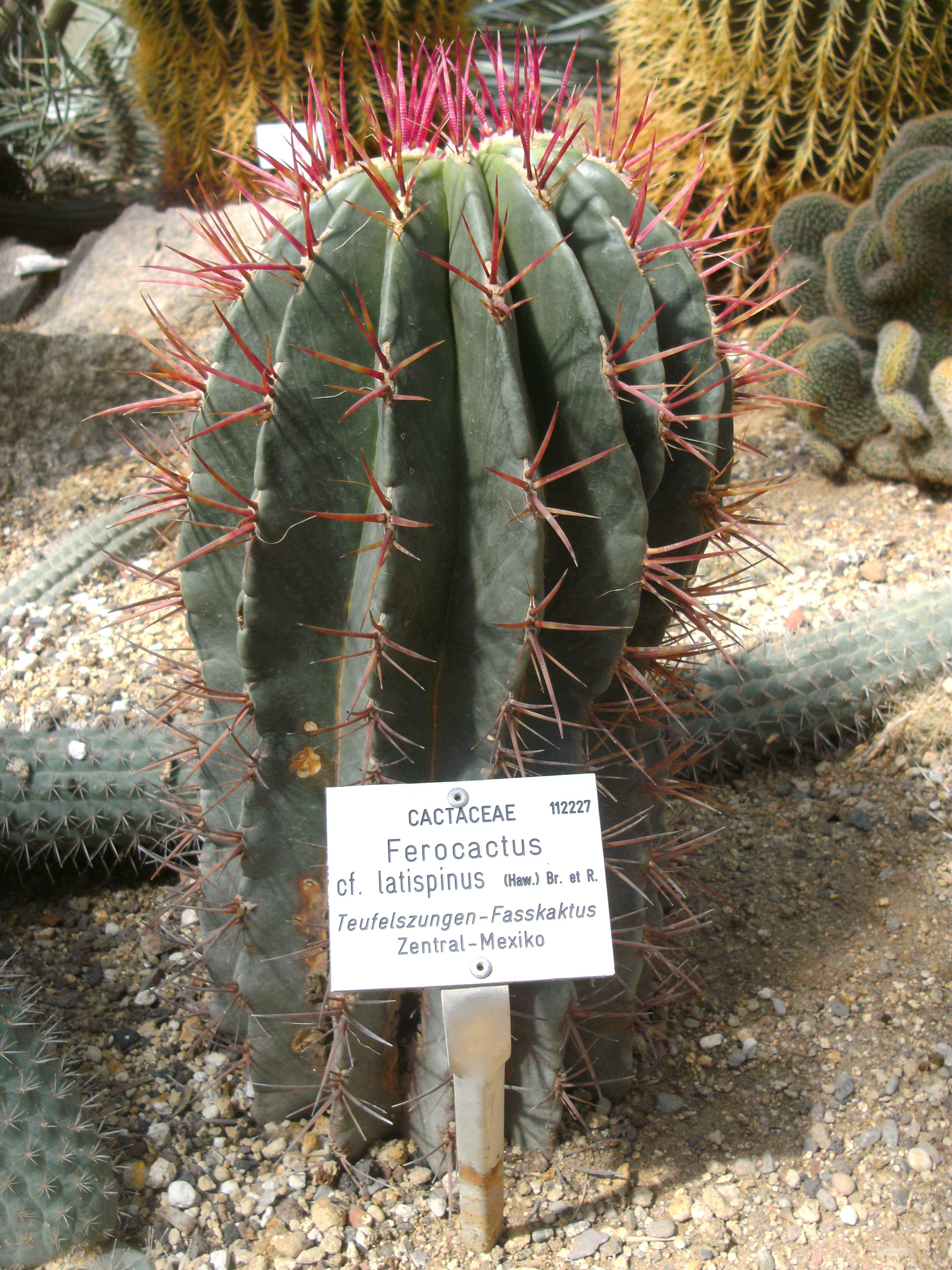